# Gran Turismo (PSP)
Gran Turismo (в прошлом известна как Gran Turismo 4 Mobile,
Gran Turismo PSP,
и Gran Turismo Mobile
) — видеоигра для карманной игровой консоли PlayStation Portable, разработанная компанией Polyphony Digital. Игра была анонсирована 11 мая 2004 года на пресс-конференции Sony, проходящей на выставке E3, в тот же самый день, когда состоялась премьера самой консоли PlayStation Portable. После пяти лет слухов и задержек, игра появилась в играбельной форме на выставке E3 2 июня, 2009 года. Gran Turismo одна из первых игр, которые появились вместе со стартом обновленной консоли PSP go. Игра была выпущена в продажу 1 октября 2009 года.

## Игровой процесс
Gran Turismo доступна как на UMD, так и в виде цифровой загрузки через PlayStation Store. В игре представлено 830 автомобилей. В коллекционном издании также доступны автомобили Bugatti Veyron и Chevrolet Corvette ZR1, которые не доступны в стандартном издании. Впервые в серии игр Gran Turismo появились автомобили от Lamborghini и Bugatti. Экзотические машины от Ferrari также доступны. В игре не присутствует модель повреждения авто. Всего в игре 35 трасс, которые можно будет проходить в обоих направлениях.
В отличие от открытой и свободной карты мира в Gran Turismo 4, в портативной версии нужно завершать водительские миссии. В Gran Turismo действует новая система покупки авто. Мультиплеер на 4-х человек осуществляться посредством Ad-hoc. Онлайн компонент работает через бесплатную программу Adhoc Party for PlayStation Portable, которую нужно будет скачать на PS3. Во время интервью на Е3 было поведано, что трассы, присутствующие в игре, были взяты напрямую из Gran Turismo 4 и Tourist Trophy, в то время как физический движок основывается на таковом из Gran Turismo 5 Prologue.
Дополнительные машины и трассы не будут добавлены в виде DLC.

## Разработка и выход игры
Для Polyphony Digital уместить полномасштабную Gran Turismo на PSP было проблемно. Главный дизайнер серии, Кадзунори Ямаути заявил, что главной проблемой являлось уместить игру в столь малое количество памяти. Но он также сказал, что игра будет идти в 60 кадров/сек. и занимать всего 1 ГБ.
Изначально носящая название Gran Turismo 4 Mobile, игра должна была стать флагманом в линейке игр PlayStation Portable. Долгий период разработки и многочисленные задержки игры заставляли многих людей сомневаться в выходе игры. Изначальной датой выхода должен был стать апрель 2005 года, но игра отсутствовала на выставке Tokyo Game Show 2004, и впоследствии на Е3 2005, через год после своего анонса. В конце 2005 года, Sony Computer Entertainment заявили, что игра выйдет где-то в 2006 году. Несмотря на отсутствие новостей практический целый 2006 год, Кадзунори Ямаути заверял, что Gran Turismo для PSP всё ещё разрабатывается.
В апреле 2008 года, Ямаути заявил, что разработка Gran Turismo 5 для PlayStation 3 «заняла намного больше времени и труда, чем мы представляли изначально», и что релиз PSP версии в 2008 году маловероятен. После пятилетней задержки, игра была показана во время конференции Sony на Е3 2009, 2 июня. Дата выхода 1 октября 2009 совпадает с запуском PSP Go (анонсирована на той же конференции). Ямаути прокомментировал многочисленные задержки тем, что Polyphony Digital была сильно занята выпуском Gran Turismo 4, Tourist Trophy, Gran Turismo HD и Gran Turismo 5 Prologue во время разработки Gran Turismo. Компания также отказывалась передать игру на разработку другой студии, называя такой шаг «недопустимым». На определенном этапе Ямаути предполагал другие названия для PSP версии, такие как «Gran Turismo Spyder» или «Gran Turismo Portable», но решил назвать её просто Gran Turismo, потому, что он хотел дать понять людям, что это «полноценная Gran Turismo».

## Отзывы
| Сводный рейтинг | Сводный рейтинг |
| Агрегатор       | Оценка          |
| --------------- | --------------- |
| GameRankings    | 74,63 %         |